# Hageby, Norrköping

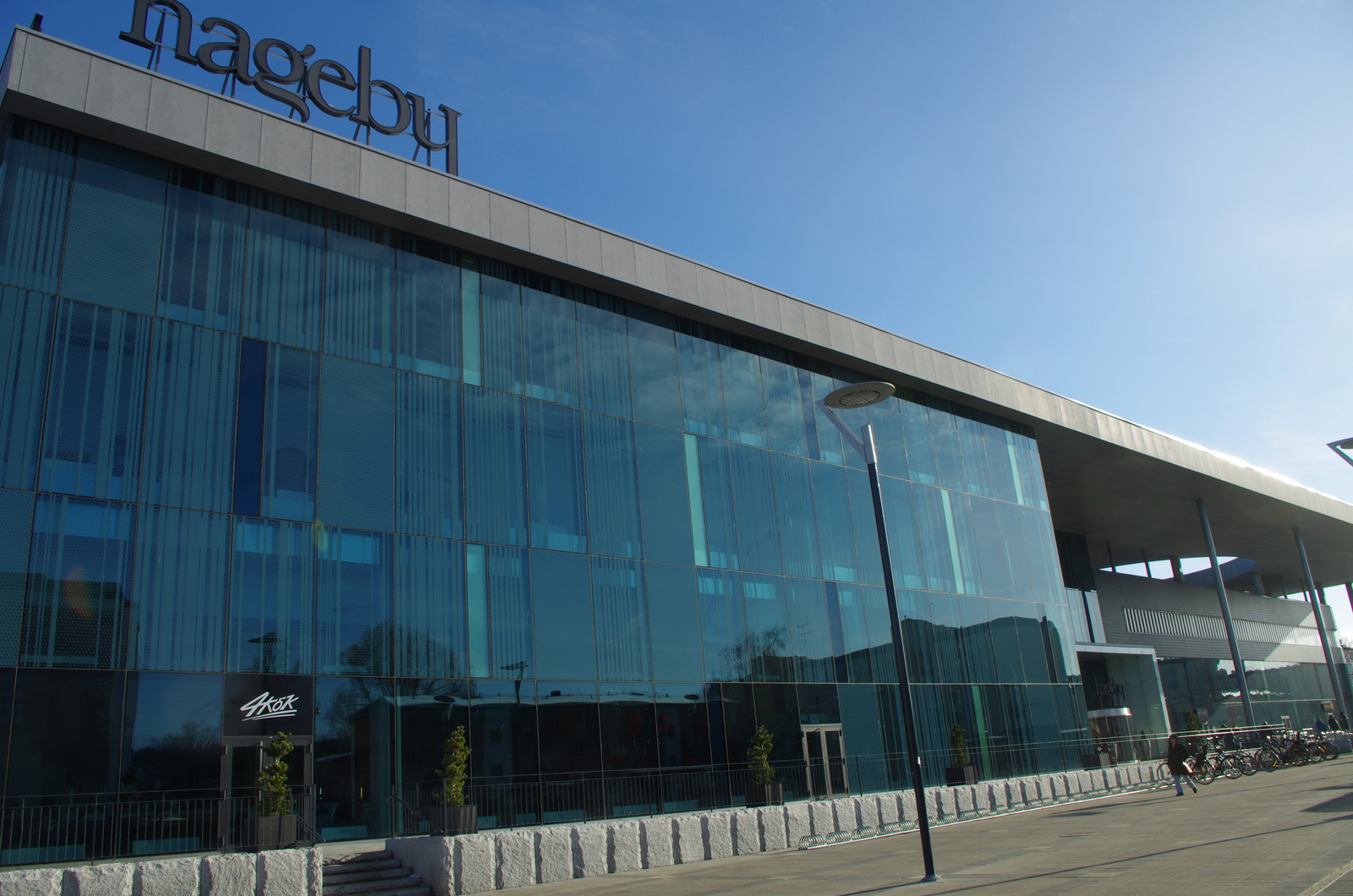
Mirum Galleria som den såg ut sett från Hagebygatan innan namnbytet från Hageby Centrum.

Hageby är en stadsdel i Norrköping, belägen i den södra delen av staden. Europaväg E22 skiljer den från stadsdelen Smedby. Hageby domineras av de flerfamiljshus som byggdes under 1950- och 1960-talen. Området har under senare decennier blivit ett av kommunens invandrartätaste områden.  
I Hageby finns köpcentrumet Mirum Galleria byggt 1966. Mirum Galleria renoverades under åren 2009–2010 och utökade då antalet butiker från ett 40-tal till närmare 100. Innan 25 maj 2012 hette gallerian Hageby Centrum (Världens centrum). Namnbytet ansågs inte vara populärt bland kunderna och de boende i stadsdelen.
Spårvägen i Norrköping byggdes ut till Hageby 2008–2010. Den allra första spårvagnsturen med passagerare ägde rum den 21 oktober 2010, efter invigning av spårvägen samma dag.